# 金子洋平
金子 洋平（かねこ ようへい、1981年12月4日 - ）は、山口県山口市出身の元プロ野球選手（外野手）、野球指導者。右投右打。

## 経歴
中学時代はボーイズリーグ・多摩ファイターズボーイズ（現・武蔵多摩ボーイズ）でプレー。国士舘高校では2年春の選抜大会に控え野手として出場。主将として臨んだ3年夏の東東京大会では一番を任され、3本塁打を記録するもベスト8で世田谷学園に敗れた。高校卒業後は青山学院大学へ進学。東都リーグでは2年春にリーグ6位の打率.353を記録しベストナインに選ばれている。4年秋には五番打者として3本塁打を放ち、8季ぶりのリーグ優勝に貢献した。大学4年間の通算成績は76試合出場、224打数56安打、打率.250、7本塁打、45打点。
大学卒業後、ホンダへ入社。1年目の2004年は都市対抗で主砲としてチームを決勝戦へ導き、若獅子賞を受賞。またハーレムベースボールウィークやIBAFワールドカップの日本代表にも選ばれ、同年は社会人ベストナインを受賞している。2005年は右ひじを手術したが、2006年のドラフト会議で北海道日本ハムファイターズに6巡目指名され、契約金と年俸それぞれ3,500万円、1,000万円（いずれも推定）で入団した。
2007年に新人選手ながらオープン戦で3本塁打を打ち、開幕一軍に登録された。一軍では33試合に出場、3本塁打を記録したが、打率.129と振るわず二軍落ちした。翌2008年は一軍で6試合出場に留まった。しかし二軍では2007年に打率.290、14本塁打38打点、2008年には打率.281、16本塁打54打点の成績で、二年連続最多本塁打のタイトルを獲得した。
2009年は一軍出場がなく、更に毎年好成績を残していた二軍でも打率.248、4本塁打、12打点と低迷し10月2日付で戦力外通告を受けた。シーズン終了後12球団合同トライアウトに参加、この際に広島東洋カープが獲得を検討中と報道されていたものの、最終的に契約する球団は現れなかった。2010年1月27日のホンダでの練習を最後に引退を表明した。その後、チームメイトだった坪井智哉のブログ内でサラリーマンをしている事が明かされた。
2023年2月20日、北海道フロンティアリーグの美唄ブラックダイヤモンズで監督に就任することが発表された。就任1年目はリーグ最下位に終わるも、ホーム最終戦後に2024年シーズンの続投が発表された。監督2年目は2位となり、リーグ優勝を決めるチャンピオンシップに進出したが、リーグ戦1位の石狩レッドフェニックスに敗退した。2025年1月21日に契約更新が発表された。

## 選手としての特徴
社会人時代に中村紀洋を参考にフォームを改造し、広角に打てる長打力には他球団からも定評があった。

## 詳細情報

### 年度別打撃成績
| 年 度     | 球 団     | 試 合 | 打 席 | 打 数 | 得 点 | 安 打 | 二 塁 打 | 三 塁 打 | 本 塁 打 | 塁 打 | 打 点 | 盗 塁 | 盗 塁 死 | 犠 打 | 犠 飛 | 四 球 | 敬 遠 | 死 球 | 三 振 | 併 殺 打 | 打 率 | 出 塁 率 | 長 打 率 | O P S |
| --------- | --------- | ----- | ----- | ----- | ----- | ----- | -------- | -------- | -------- | ----- | ----- | ----- | -------- | ----- | ----- | ----- | ----- | ----- | ----- | -------- | ----- | -------- | -------- | ----- |
| 2007      | 日本ハム  | 33    | 65    | 62    | 4     | 8     | 2        | 0        | 3        | 19    | 10    | 1     | 0        | 1     | 0     | 2     | 0     | 0     | 23    | 3        | .129  | .156     | .306     | .463  |
| 2008      | 日本ハム  | 6     | 9     | 9     | 0     | 0     | 0        | 0        | 0        | 0     | 0     | 0     | 0        | 0     | 0     | 0     | 0     | 0     | 5     | 1        | .000  | .000     | .000     | .000  |
| 通算：2年 | 通算：2年 | 39    | 74    | 71    | 4     | 8     | 2        | 0        | 3        | 19    | 10    | 1     | 0        | 1     | 0     | 2     | 0     | 0     | 28    | 4        | .113  | .137     | .268     | .405  |

### 年度別守備成績
| 年 度 | 球 団    | 一塁  | 一塁  | 一塁  | 一塁  | 一塁  | 一塁     | 外野  | 外野  | 外野  | 外野  | 外野  | 外野     |
| 年 度 | 球 団    | 試 合 | 刺 殺 | 補 殺 | 失 策 | 併 殺 | 守 備 率 | 試 合 | 刺 殺 | 補 殺 | 失 策 | 併 殺 | 守 備 率 |
| ----- | -------- | ----- | ----- | ----- | ----- | ----- | -------- | ----- | ----- | ----- | ----- | ----- | -------- |
| 2007  | 日本ハム | -     | -     | -     | -     | -     | -        | 15    | 20    | 0     | 1     | 0     | .952     |
| 2008  | 日本ハム | 1     | 1     | 0     | 0     | 1     | 1.000    | 2     | 4     | 0     | 0     | 0     | 1.000    |
| 通算  | 通算     | 1     | 1     | 0     | 0     | 1     | 1.000    | 17    | 24    | 0     | 1     | 0     | .960     |

### 記録
- 初出場・初打席：2007年3月25日、対千葉ロッテマリーンズ2回戦（千葉マリンスタジアム）、12回表2死に飯山裕志の代打で出場、小林雅英から中飛
- 初先発出場：2007年3月29日、対オリックス・バファローズ3回戦（スカイマークスタジアム）、5番・左翼手で先発出場
- 初打点：同上、9回表に金子千尋から三塁ゴロの間に記録
- 初安打：2007年3月30日、対西武ライオンズ1回戦（札幌ドーム）、9回裏1死に木元邦之の代打で出場、小野寺力から左翼フェンス直撃適時二塁打
- 初本塁打：2007年4月15日、対東北楽天ゴールデンイーグルス6回戦（札幌ドーム）、5回裏2死に一場靖弘から左越3ラン
- 初盗塁：2007年4月30日、対東北楽天ゴールデンイーグルス9回戦（フルキャストスタジアム宮城）、8回表2死に二盗（投手：小倉恒、捕手：嶋基宏）

### 背番号
- 40 （2007年 - 2009年、2023年 - ）

### 登場曲
- 久石譲 『KIDS RETURN』
- Ne-Yo 『Because of You』